# ديفيد غاليندو ديلغادو
ديفيد غاليندو ديلغادو هو سياسي مكسيكي، ولد في 7 ديسمبر 1975 في هيرويكا نوغاليس ‏ في المكسيك. نشط حزبياً في حزب العمل الوطني. وقد انتخب عضو مجلس النواب المكسيك ‏.